# انگشت کردن در بینی
انگشت در بینی کردن (به انگلیسی: Nose picking) به خارج کردن مخاط درونی بینی یا اجرام خارجی از بینی به وسیلهٔ نوک انگشت گفته می‌شود. این عمل، یک عادت معمول است که درصورت خیلی شدید شدن نیاز به درمان دارد که در این صورت به آن «راینوتیلکسومانیا» می‌گویند.
این رفتار با این که یک عادت معمول است، اما در بسیاری از جوامع، یک تابو به‌شمار می‌رود، به گونه‌ای که دیدن انگشت در بینی کردن برای افراد معمولاً احساس اکراه به همراه دارد.
در سال ۲۰۰۱ جایزهٔ ایگ‌نوبل پزشکی و زیست‌شناسی به دو هندی تعلق یافت که دربارهٔ انگشت در بینی کردن تحقیقاتی انجام داده‌بودند. در گزارش آن دو آمده‌است که افراد به‌طور متوسط در روز چهار بار انگشتشان را در بینی‌شان کرده و ۴٫۵٪ هم اعلام کرده‌بودند که مخاط را می‌خورند. مجله نیوساینتیست انگشت در بینی کردن را جزو ده راز بشر می‌داند.

## نگارخانه

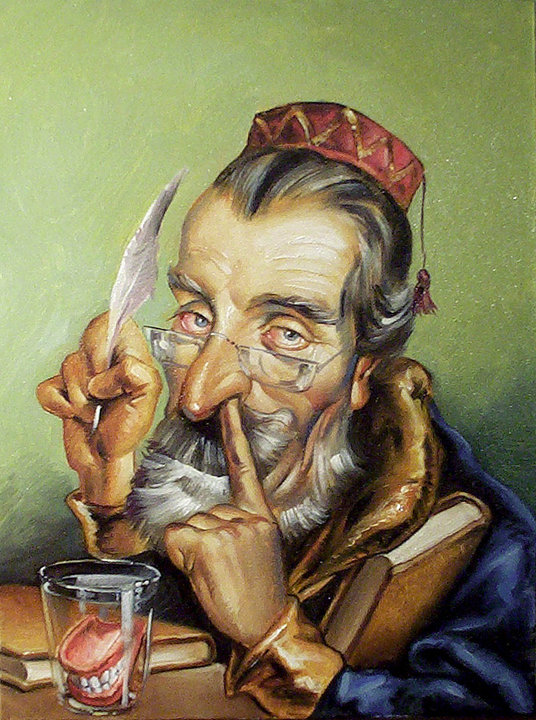
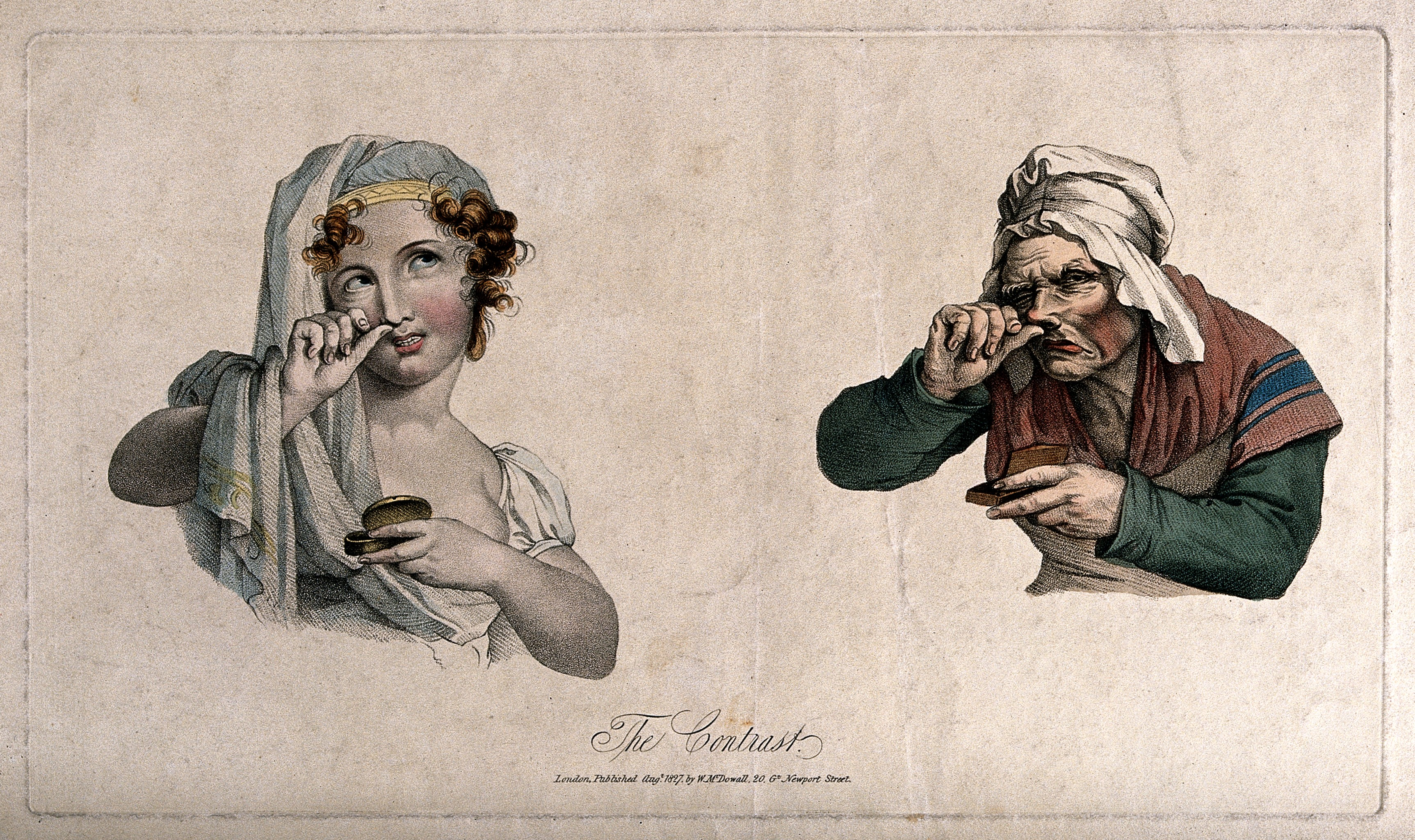
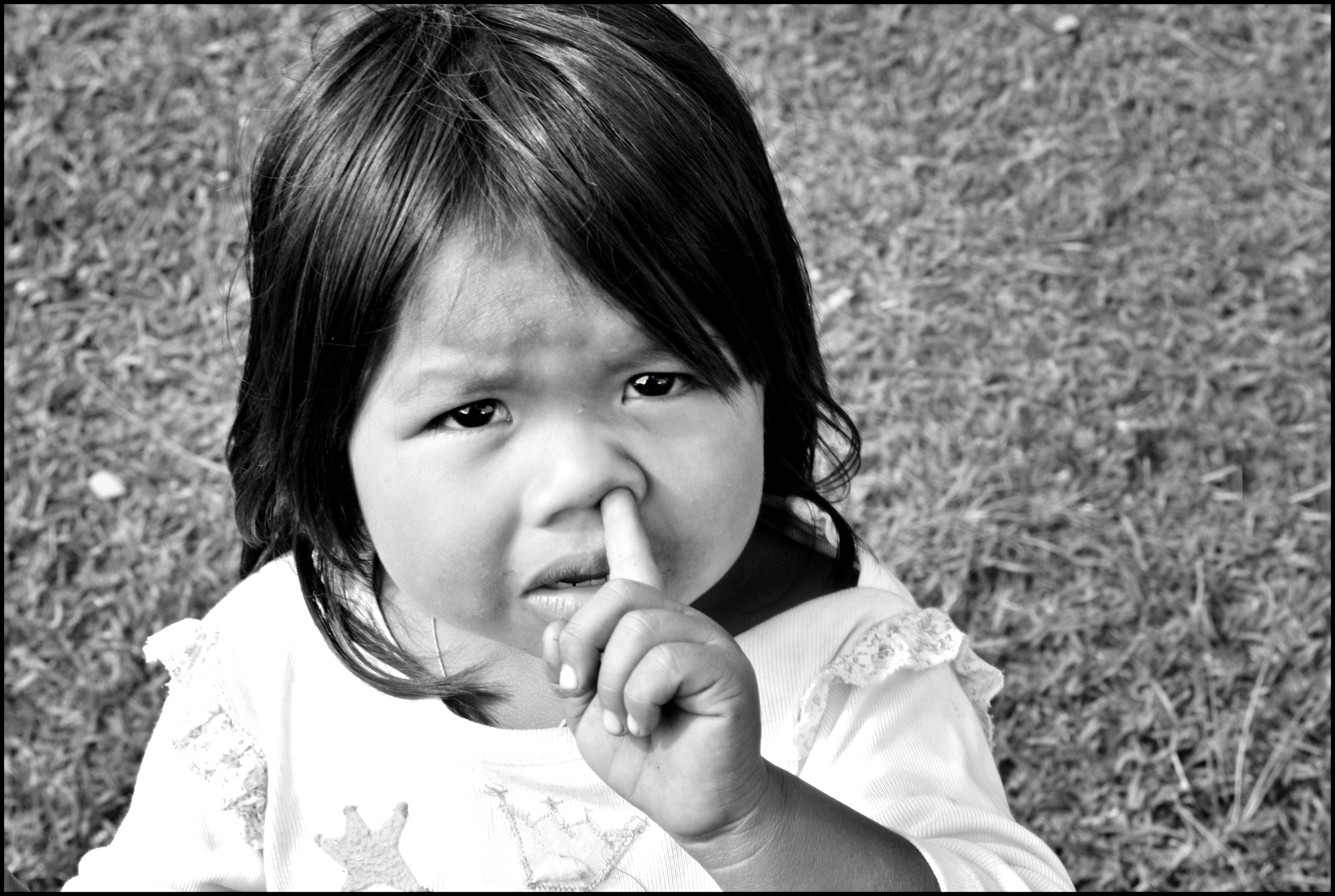
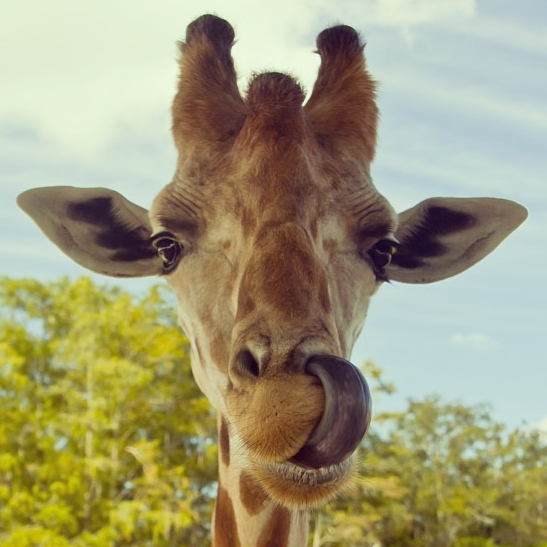
زبان زدن به بینی میان زرافه‌ها